# هیلزمیر شورز (مریلند)
هیلزمیر شورز (به انگلیسی: Hillsmere Shores) یک منطقهٔ مسکونی در ایالات متحده آمریکا است که در شهرستان آنا آروندل، مریلند واقع شده‌است. هیلزمیر شورز ۵٫۳ کیلومتر مربع مساحت و ۲٬۹۷۷ نفر جمعیت دارد و ۶ متر بالاتر از سطح دریا واقع شده‌است. این منطقه از سال ۱۹۶۰ شروع به ساخت شده است و طی مراحلی ساخته شده است.